# Elezioni generali in Irlanda del 2020
Le elezioni generali in Irlanda del 2020 si sono tenute l'8 febbraio per il rinnovo del Dáil Éireann, la camera bassa dell'Oireachtas (Parlamento) della Repubblica d'Irlanda. Esse sono state indette in anticipo rispetto alla scadenza naturale dell legislatura, prevista per il 2021, su volere dello stesso Taoiseach uscente, Leo Varadkar, per motivazioni di tipo politico.
Le elezioni, pur avendo visto la maggioranza dei seggi attribuita al Fianna Fáil, hanno sostanzialmente determinato un pareggio di seggi tra le principali forze politiche che, in seguito, ha portato ad una situazione di temporaneo stallo politico e di difficili negoziati. Alla fine, il 15 giugno è stato concordato un progetto di programma governativo tra Fianna Fáil, Fine Gael e il Partito Verde nel quadro di un governo di rotazione del ruolo di Taoiseach tra i leader delle due principali formazioni politiche, il primo nella storia del paese.
Ciò ha permesso, dopo l’approvazione dei partiti, la formazione del governo il 27 giugno, con il leader di Fianna Fáil, Micheál Martin, inizialmente nel ruolo Taoiseach. Egli è stato poi sostituito il 17 dicembre 2022 dal leader di Fine Gael, Leo Varadkar, il cui mandato sarebbe dovuto durare fino alla fine della legislatura, ma che invece, in seguito alle sue dimissioni, è passato al nuovo leader Simon Harris in data 9 aprile 2024.

## Sistema elettorale
I 160 membri del Dáil Éireann, l’unica delle due camere componenti l’Oireachtas ad essere determinata da un diretto voto dei cittadini, sono eletti tramite il sistema del voto singolo trasferibile, basato su 39 distretti plurinominali (ciascuno con un numero di seggi compreso fra tre e cinque). 
Al momento del voto, infatti, gli elettori elencano i candidati in ordine di preferenza nelle schede elettorali, numerandoli. In questo modo, al momento dello spoglio, contate le preferenze, queste vengono ridistribuite finché non vengano determinati i candidati eletti, eliminando contestualmente, in ordine di preferenza, i candidati non soddisfacenti tali requisiti.

## Risultati
| Sinn Féin                                                                   | 535 373   | 24,52 | 37  |  |  |  |
| Fianna Fáil                                                                 | 484 315   | 22,18 | 38  |  |  |  |
| Fine Gael                                                                   | 455 568   | 20,87 | 35  |  |  |  |
| Partito Verde                                                               | 155 695   | 7,13  | 12  |  |  |  |
| Partito Laburista                                                           | 95 582    | 4,38  | 6   |  |  |  |
| Socialdemocratici                                                           | 63 397    | 2,90  | 6   |  |  |  |
| People Before Profit/Solidarity (People Before Profit — Solidarietà — RISE) | 57 420    | 2,63  | 6   |  |  |  |
| Aontú                                                                       | 41 575    | 1,90  | 1   |  |  |  |
| Indipendenti per il Cambiamento                                             | 8 421     | 0,39  | 1   |  |  |  |
| Partito della Libertà Irlandese                                             | 5 495     | 0,25  | –   |  |  |  |
| Renua                                                                       | 5 473     | 0,25  | –   |  |  |  |
| Partito Nazionale                                                           | 4 773     | 0,22  | –   |  |  |  |
| Partito Democratico Irlandese                                               | 2 611     | 0,12  | –   |  |  |  |
| Partito dei Lavoratori                                                      | 1 195     | 0,05  | –   |  |  |  |
| Popolo Unito                                                                | 43        | 0,00  | –   |  |  |  |
| Indipendenti                                                                | 266 353   | 12,20 | 19  |  |  |  |
| Totale                                                                      | 2 183 289 | 100   | 160 |  |  |  |
|                                                                             |           |       |     |  |  |  |
| Voti non validi                                                             | 17 903    | 0,81  |     |  |  |  |
| Votanti                                                                     | 2 201 192 | 62,71 |     |  |  |  |
| Elettori                                                                    | 3 509 969 |       |     |  |  |  |

| Riepilogo dei voti (+/- elezioni 2016)  | Riepilogo dei voti (+/- elezioni 2016) | Riepilogo dei voti (+/- elezioni 2016) | Riepilogo dei voti (+/- elezioni 2016) | Riepilogo dei voti (+/- elezioni 2016) | Riepilogo dei voti (+/- elezioni 2016) |      |
| --------------------------------------- | -------------------------------------- | -------------------------------------- | -------------------------------------- | -------------------------------------- | -------------------------------------- | ---- |
| Sinn Féin                               | Sinn Féin                              | Sinn Féin                              |                                        |                                        | 24,52%                                 |      |
| Fianna Fáil                             | Fianna Fáil                            | Fianna Fáil                            |                                        |                                        | 22,18%                                 |      |
| Fine Gael                               | Fine Gael                              | Fine Gael                              |                                        |                                        | 20,87%                                 |      |
| Indipendenti                            | Indipendenti                           | Indipendenti                           |                                        |                                        | 12,20%                                 |      |
| Partito Verde                           | Partito Verde                          | Partito Verde                          |                                        |                                        | 7,13%                                  |      |
| Partito Laburista                       | Partito Laburista                      | Partito Laburista                      |                                        |                                        | 4,38%                                  |      |
| Socialdemocratici                       | Socialdemocratici                      | Socialdemocratici                      |                                        |                                        | 2,90%                                  |      |
| People Before Profit/Solidarity         | People Before Profit/Solidarity        | People Before Profit/Solidarity        |                                        |                                        | 2,63%                                  |      |
| Aontú                                   | Aontú                                  | Aontú                                  |                                        |                                        | 1,90%                                  |      |
| Indipendenti per il Cambiamento         | Indipendenti per il Cambiamento        | Indipendenti per il Cambiamento        |                                        |                                        | 0,39%                                  |      |
| Altri <0,39%                            | Altri <0,39%                           | Altri <0,39%                           |                                        |                                        | 1,10%                                  |      |
| Riepilogo dei seggi (+/- elezioni 2016) |                                        |                                        |                                        |                                        |                                        |      |
|                                         |                                        |                                        |                                        |                                        |                                        |      |
| FF                                      | 38                                     | ▼ 6                                    |                                        | FG                                     | 35                                     | ▼ 15 |
| GP                                      | 12                                     | ▲ 10                                   |                                        | IND                                    | 19                                     | ━    |
| I4C                                     | 1                                      | ▼ 3                                    |                                        | AONTÙ                                  | 1                                      | ▲ 1  |
| PBP-S                                   | 6                                      | ▼ 1                                    |                                        | SD                                     | 6                                      | ▲ 3  |
| LP                                      | 6                                      | ▼ 1                                    |                                        | SF                                     | 37                                     | ▲ 14 |